# Димитр Драгієв Колєв
Димитр Драгієв Колєв, болг. Димитър Драгиев Колев (* 13 листопада 1869, с. Радна-махле (Раднево) — † 24 березня 1943, Стара Загора) — болгарський політичний діяч Болгарського землеробського народного союзу (БЗНС), лідер її поміркованого крила на початку ХХ століття, прихильник ідеї толстистів про ненасилля у житті.
Димитар Драгієв був предснавником у XII (1902—1903), XIV (1908—1911), XV (1911—1913), XVI (1913), XVII (1914—1919) і XVIII (1919—1920) Звичайних Національних зборів і у V Великих Національних Зборах (1911).

## Біографія
Димитр Драгієв народився 13 листопада (1 листопада за старим стилем) 1869 року в селі Радна-махле (нині Раднево) . Закінчив середню школу в місті Хасково, був учителем в Радна-махле (1886—1897) і Старій Загорі . Драгієв брав активну участь у громадському житті, був засновником декількох кооперацій. З батьком Гео Мілєва, Мільо Касабовим став співзасновником літературного товариства «Освіта», що до 1897 року випустило 38 книг.
У 1899 році Димитр Драгієв був одним з засновників БЗНС і лідер групи, що закликала до її трансформації в політичну партію. Він був віце-президентом (1901—1902) і президентом (1902—1908) її Ради правління . Видавав вісник «Справедливість» (1899—1902, а в 1902 році був одним із засновників газети «Землеробське знамено».
З самого початку існування БЗНС Димитр Драгієв був одним з лідерів її поміркованого крила. Під час Першої світової війни він вступив у конфлікт з радикальним крилом, очолюваним Александром Димитровим. Він виступає проти Владайського повстання і конфлікт з лідером БЗНС Александром Стамболійським поглиблюється. Двічі був при Кабінеті міністрів Теодора Теодорова, але відмовився приєднатися до уряду Стамболійського.
У 1919 році Димитр Драгієв був виключений з БЗНС та заснував першу з багатьох паралельних партій, що називалася БЗНС Стара Загора . Він почав видавати газету «Землеробська правда», що критикувала авторитарні методи Стамболійського. Партія БЗНС Стара Загора проіснувала до перевороту 19 травня в 1934 році, після чого приєдналася до коаліції Народного блоку, але сам Димитр Драгієв полишив політичне життя країни в 20-х роках.